# Neve Tzedek
Neve Tzedek (în ebraică:נְוֵה צֶדֶק - însemnând „Sălașul dreptății”) este un cartier aflat in sud-vestul orașului Tel Aviv din Israel, la nord-est de Jaffa. El a fost înfiintat în 1887, în vremea stăpânirii otomane în Palestina,  ca primul cartier evreiesc construit în afara zidurilor vechiului oraș portuar Jaffa (Yafo). Inițial, a fost locuit de 48 familii, in frunte cu Shimon Rokah, promotor al agriculturii, venit din Ierusalim și Aharon Shlush (Chelouche), om de afaceri din Jaffa, originar din Algeria. Construirea cartierului a fost precedată de câteva încercări similare care au eșuat:Neve Shalom, Ahava și Makhane Yehuda. La începutul secolului al XX-lea Neve Tzedek a fost un centru al culturii ebraice, fiind reședința multor intelectuali sioniști, precum scriitorul Shmuel Yosef Agnon și pictorului Nahum Gutman  care au descris viața din cartier în operele lor autobiografice.
Din anul 1909 a devenit o parte a noului oraș Tel Aviv. După fondarea Statului Israel in 1948, vreme de zeci de ani a fost populat mai mult de noi imigranți evrei iemeniți și veniți din alte țări din Orientul Mijlociu. În anii 1980 păstrându-și un aspect oarecum rural, a fost transformat într-unul din cartierele cele mai chic și mai scumpe din Tel Aviv, precum și obiectiv turistic. datorită clădirilor istorice restaurate, a atelierilor unor meseriași , a unor magazine, cafenele și restaurante. Cartierul găzduiește și un însemnat centru de balet și dansuri. Numele  „Sălașul dreptății” corespunde unuia din numele Ierusalimului, așa cum este menționat în Cartea Prorocului Ieremia, 31, sau unuia din numele lui Dumnezeu (Ieremia 50,7)  